# I'm in Love with a Monster
"I'm in Love with a Monster" é uma canção do girl group estadunidense Fifth Harmony, gravada para a trilha sonora do filme Hotel Transylvania 2 (2015). Foi composta por Harmony Samuels, Carmen Reece, Sarah Mancuso, Edgar Etienne e Ericka Coulter, sendo produzida por Julian Bunetta, PJ Bianco, Beau Dozier e John Ryan. O seu lançamento como o primeiro single do conjunto de músicas para a produção ocorreu digitalmente em 14 de agosto de 2015 através das gravadoras Epic e Syco, seguido de um envio para rádios mainstream quatro dias depois. O vídeo musical correspondente estreou nas telas da Times Square em 27 do mesmo mês.

## Antecedentes e lançamento
Em 15 de junho de 2015, Lia Vollack, presidente da Worlwide Music for Sony Pictures, anunciou que o grupo lançaria um single para a trilha sonora de Hotel Transylvania 2. Em uma nota enviada para a imprensa no dia seguinte, ela comentou: "Existem alguns grupos por aí que podem igualar o incrível sentimento de diversão e uma animada visão que Genndy Tartakovsky trouxe para Hotel Transylvania 2. (...) A música é exatamente o que esperávamos". "I'm in Love with a Monster" foi lançada digitalmente em 14 de agosto do mesmo ano através das gravadoras Epic e Syco, servindo como o primeiro single da trilha sonora da produção, seguida de um envio para rádios mainstream quatro dias depois.

## Videoclipe
O videoclipe foi lançado nas telas da Times Square em 27 de agosto de 2015. Aapresenta cenas do Hotel Transylvania 2 estão combinadas com cenas do grupo explorando um hotel assombrado acompanhadas de uma variedades de monstros. As integrantes do grupo interpretam personagens diferentes num cenário de decoração de Halloween que é comum em todo o vídeo.

## Faixas e formatos
| Download digital |                              |         |  |
| N.º              | Título                       | Duração |  |
| 1.               | "I'm in Love with a Monster" | 3:31    |  |

## Desempenho nas tabelas musicais

### Posições
| Tabela musical (2015)             | Melhor posição |
| --------------------------------- | -------------- |
| Bélgica (Ultratop 50 de Flandres) | 23             |

## Histórico de Lançamento
| País           | Data                 | Formato           | Gravadora          |
| -------------- | -------------------- | ----------------- | ------------------ |
| Estados Unidos | 14 de agosto de 2015 | Download digital  | Epic Records, Syco |
| Estados Unidos | 18 de agosto de 2015 | Rádios mainstream | Epic Records, Syco |